# Normyrarna
Normyrarna är ett naturreservat i Torsby kommun i Värmlands län.
Området är naturskyddat sedan 2006 och är 62 hektar stort. Reservatet omfattar i sydväst en del av Gärsjon med omgivande våtmarker, våtmarker med tjärnar i nordost och en mindre höjd däremellan. Reservatet består av talldominerad barrskog och sumpskog. 